# Borgerdydskolerne
Borgerdydskolerne var oprindelig en blanding af realskoler og lærde skoler (latinskoler), der blev stiftede af Borgerdydselskabet, særlig på foranledning af Abraham Kall.
1. maj 1787 oprettedes Borgerdydskolen i København (frem til 2010 Østre Borgerdyd Gymnasium, nu indgået i fusionen Gefion Gymnasium) med Jens Bertel Møller som "førstelærer" under tilsyn af en direktion, hvis virksomste medlem Kall var, og den oprindelige plan gik ud på, at skolen ikke blot skulle give en for alle fælles undervisning i religion og sædelære, fædrelandets sprog, skrivning, regning, historie, geografi og naturhistorie, frihåndstegning og arkitektur, men at der endvidere skulle gives en speciel uddannelse i særlige fag for disciplene, efter som de var bestemte for handelen eller til at studere, hvorfor der fandt en deling sted i handelsklasser og latinklasser. Som Borgerdydskolerne åbenbart er en frugt af 1700-tallets pædagogiske bestræbelser, således ligger deres betydning for deres tid også i, at der i dem blev givet en langt mere omfattende undervisning, end man hidtil havde haft i Danmark, og i fremdragelsen af de reale fag og de levende sprog lå et stort fremskridt.
Året efter skolens stiftelse delte den sig ved en flytning i to, dog begge efter samme plan. Hovedskolen fik bolig på Nørregade og den mindre i Laksegade, begge under samme direktion og i økonomisk forbindelse, men 1795 flyttedes filialen til Christianshavn (i dag Københavns åbne Gymnasium og i perioden 1919-2007 Vestre Borgerdydskole), og lidt efter hørte forbindelsen op, og hver fik sin direktion, om end Kall havde sæde i dem begge.